# Chlorissa inornata
Chlorissa inornata là một loài bướm đêm trong họ Geometridae.